# Pol Granch
Pol Granch, pseudonimo di Pablo Grandjean (Madrid, 4 aprile 1998), è un cantante e attore spagnolo di origini francesi.

## Carriera
Nel 2018 ha partecipato al concorso Factor X España, diventando uno dei concorrenti rivelazione del casting. Durante tutto il concorso, ha difeso la sua permanenza nella squadra di Laura Pausini con canzoni come El Sitio de mi recreo di Antonio Vega, Pausa di Izal o La quiero a morir di Francis Cabrel. Nel 2019 ha pubblicato il suo primo singolo da solista, "Late", di cui ha realizzato anche il videoclip. Il 1 maggio 2020 ha pubblicato il suo primo EP.Nel 2020 ha pubblicato il primo singolo "Tengo que calmarme" incluso nel suo album di debutto "Tengo que calmarme" uscito il 26 giugno. Nello stesso anno è entrato a far parte del cast della quarta stagione della serie tv di Netflix Élite, dove interpreta Phillipe. La stagione è uscita nel giugno 2021 sulla piattaforma.Nel 2021 l'artista pubblica “Tiroteo”, insieme a Marc Seguí. Nello stesso anno pubblica anche "No Pegamos" e "Lüky Charm".

## Discografia

### Album in studio
- 2020 - Tengo que calmarme[7]
- 2022 – Amor Escupido

### Ep
- 2019 - Pol Granch[8]

### Singoli

#### Singoli come artista principale
- 2019 - Late
- 2019 - Perdón por las horas
- 2019 - Desastre
- 2019 - Te Quiodio
- 2019 - M conformo
- 2020 - En llamas[9]
- 2020 - Millonario
- 2020 - Tengo que calmarme
- 2020 - Chocolatito
- 2021 - Tiroteo[10]
- 2021 - No Pegamos
- 2021 - Lüky Charm
- 2021 - De Colegio
- 2022 – Kriño
- 2022 – No Te Bastó, Mi Corazón
- 2022 – solo x ti
- 2022 – Platicamos
- 2022 – Nena
- 2022 – Que Todo Sea Probar

## Filmografia

### Televisione
- Élite – serie TV (2021-2022)
- Élite - Storie Brevi (Élite - historias breves) – miniserie TV, 3 episodi (2021)

## Doppiatori italiani
Nelle versioni in italiano dei suoi lavori, Pol Granch è stato doppiato da:
- Gabriele Vender in Élite, Élite - Storie Brevi